# USS Dennis J. Buckley (DD-808)
USS Dennis J. Buckley (DD/DDR-808) là một tàu khu trục lớp Gearing được Hải quân Hoa Kỳ chế tạo vào giai đoạn cuối Chiến tranh Thế giới thứ hai. Nó là chiếc tàu chiến thứ hai của Hải quân Mỹ được đặt cái tên này, nhưng là chiếc duy nhất được đóng, đặt theo tên thủy thủ Dennis J. Buckley, Jr. (1920–1943), người từng phục vụ trên tàu khu trục Eberle (DD-430), vốn tử trận trong một hoạt động chặn bắt tàu vượt phong tỏa Đức tại Nam Đại Tây Dương và được truy tặng Huân chương Ngôi sao bạc. Hoàn tất khi chiến tranh đã sắp kết thúc, con tàu tiếp tục phục vụ trong giai đoạn Chiến tranh Lạnh và Chiến tranh Việt Nam cho đến khi ngừng hoạt động năm 1973 và bị tháo dỡ một năm sau đó.

## Thiết kế và chế tạo
Dennis J. Buckley được đặt lườn tại xưởng tàu của hãng Bath Iron Works Corp. ớ Bath, Maine vào ngày 24 tháng 7 năm 1944. Nó được hạ thủy vào ngày 20 tháng 12 năm 1944; được đỡ đầu bởi bà D. J. Buckley, mẹ thủy thủ Buckley, và nhập biên chế vào ngày 2 tháng 3 năm 1945 dưới quyền chỉ huy của Hạm trưởng, Trung tá Hải quân K. C. Walpole.

## Lịch sử hoạt động

### 1945 - 1955
Dennis J. Buckley khởi hành từ Norfolk, Virginia vào ngày 7 tháng 11 năm 1945 để đi sang khu vực Tây Thái Bình Dương làm nhiệm vụ chiếm đóng. Nó đi đến vịnh Tokyo vào ngày 22 tháng 12, và đã hoạt động tại khu vực quần đảo Mariana cùng viếng thăm Manila, Philippines trước khi quay trở về San Diego, California vào ngày 13 tháng 4 năm 1946. Trong lượt phục vụ thứ hai tại Viễn Đông vào năm 1947, nó hoạt động dọc theo bờ biển Trung Quốc cùng Đệ Thất hạm đội và tham gia các cuộc tập trận ngoài khơi Okinawa. Đến ngày 1 tháng 10 năm 1948, nó khởi hành đi Thanh Đảo, Trung Quốc và tuần tra tại đây trong khi thường dân được di tản khỏi cảng này trước mối đe dọa do lực lượng Cộng sản tấn công.
Gia nhập cùng tàu sân bay Tarawa (CV-40) và tàu khu trục Hawkins (DD-873), Dennis J. Buckley lên đường cho chuyến đi quay trở về Hoa Kỳ. Hành trình đi ngang qua Hong Kong; Singapore; Colombo, Ceylon; Bahrain và Jeddah, Ả Rập Saudi và Port Said, Ai Cập để đến Athens, Hy Lạp. Tại đây ba con tàu gia nhập cùng các tàu chiến khác cho một chuyến viếng thăm Istanbul, Thổ Nhĩ Kỳ, và cuối cùng về đến New York vào ngày 22 tháng 2 năm 1949, hoàn tất một chuyến đi vòng quanh thế giới.
Dennis J. Buckley rời New York vào ngày 1 tháng 3 cho một lượt hoạt động ngắn tại vùng bờ Tây, rồi quay trở lại vùng kênh đào Panama vào ngày 10 tháng 5 để thực hành tại vùng biển Caribe. Nó được xếp lại lớp như một tàu khu trục cột mốc radar với ký hiệu lườn mới DDR-808 vào ngày 18 tháng 3 năm 1949, và tiếp tục hoạt động dọc theo vùng bờ Đông tại khu vực giữa Norfolk, Rhode Island và Argentia, Newfoundland.
Dennis J. Buckley khởi hành từ Newport vào ngày 15 tháng 4 cho một lượt phục vụ cùng Đệ Lục hạm đội tại Địa Trung Hải, và quay trở về Newport vào ngày 6 tháng 10, tiếp tục các hoạt động tại chỗ và tại vùng biển Caribe. Từ tháng 4 đến tháng 10 năm 1951, nó thực hiện một chuyến đi đến vùng biển Bắc Âu, viếng thăm Plymouth, Liverpool và Weymouth, Anh; Bremerhaven, Tây Đức; Antwerp, Bỉ; Cork, Ireland và Derry, Bắc Ireland.
Từ năm 1952 đến năm 1955, Dennis J. Buckley hoàn tất thêm ba lượt phục vụ cùng Đệ Lục hạm đội tại Địa Trung Hải, đồng thời hoạt động như một tàu huấn luyện thực hành tác xạ và kỹ thuật cho sĩ quan tàu khu trục. Nó cũng tham gia các cuộc tập trận phòng không tại vùng biển Bắc Đại Tây Dương và vịnh Mexico, cùng các chuyến đi thực tập cho học viên sĩ quan và quân nhân dự bị.

### 1956 - 1960
Được điều động sang cùng Hạm đội Thái Bình Dương, Dennis J. Buckley khởi hành từ Boston, Massachusetts vào ngày 1 tháng 5, 1956, và đi đến Long Beach, California vào ngày 28 tháng 6. Nó lên đường vào ngày 9 tháng 7 cho một đợt biệt phái sang phục vụ tại khu vực Tây Thái Bình Dương, và quay trở về Long Beach vào ngày 21 tháng 10. Trong lượt hoạt động thứ hai tại Viễn Đông vào năm 1957, nó hộ tống cho tàu sân bay Princeton (CV-37), tuần tra tại eo biển Đài Loan trong một thời gian ngắn, và đã phục vụ như là soái hạm cho Tư lệnh Hải đội Khu trục Tây Thái Bình Dương vào tháng 10, khi Đô đốc Arleigh A. Burke, Tư lệnh Tác chiến Hải quân thị sát hạm đội. Con tàu quay trở về Hoa Kỳ và hoạt động tại chỗ dọc vùng bờ Tây cho đến ngày 23 tháng 8, 1958, khi nó lại được phái sang Viễn Đông. Nó phục vụ cùng Lực lượng Đặc nhiệm 72 để hỗ trợ cho binh lính Trung Hoa dân quốc trú đóng trên các đảo Mã Tổ và Kim Môn, vốn bị phía Trung Cộng nả pháo trong vụ Khủng hoảng eo biển Đài Loan lần 2.
Quay trở về Long Beach vào ngày 27 tháng 2, 1959, Dennis J. Buckley lại lên đường đi sang khu vực Tây Thái Bình Dương vào ngày 15 tháng 10. Nó quay trở về Long Beach vào ngày 11 tháng 3, 1960 và hoạt động tại chỗ cho đến tháng 5, trải qua một đợt đại tu kéo dài ba tháng. Rời xưởng tàu vào ngày 24 tháng 8, nó tiến hành huấn luyện từ căn cứ San Diego, rồi quay trở lại Long Beach vào ngày 24 tháng 10, tiếp tục ra khơi để thử nghiệm kiểu radar AN/SPS-37 mới. Nó tiến hành tập trận chống tàu ngầm trong tháng 12, quay trở về Long Beach vào ngày 10 tháng 12, rồi được nghỉ ngơi vào bảo trì cho đến ngày 15 tháng 1, 1951.

### 1961 - 1964
Dennis J. Buckley lên đường vào ngày 27 tháng 2, 1961 cho lượt bố trí tiếp theo tại khu vực Tây Thái Bình Dương, kéo dài trong bảy tháng. Nó ghé qua Trân Châu Cảng vào ngày 6 tháng 3 trước khi tiếp tục đi ngang qua Midway trên đường đến Yokosuka, Nhật Bản. Nó ở lại cảng này từ ngày 17 tháng 3 đến ngày 4 tháng 4, rồi hoạt động tại vùng biển Nhật Bản và đi đến Hong Kong vào ngày 18 tháng 3. Nó lên đường vào ngày 22 tháng 4 để tham gia cuộc Tập trận "Pony Express" tại biển Đông ngoài khơi bờ biển Borneo, kéo dài trong ba tuần lễ với sự tham dự của hải quân các nước Anh, Australia, New Zealand và Hà Lan. Nó thả neo tại vịnh Subic, Philippines vào ngày 13 tháng 5, nghỉ ngơi trong một tuần rồi tham gia cuộc tập trận chống tàu ngầm phối hợp cùng Hải quân Philippines trong ba ngày. Con tàu ở lại vịnh Subic thêm một tuần trước khi lên đường đi Okinawa.
Dennis J. Buckley gia nhập Đội đặc nhiệm 77.6 vào ngày 13 tháng 6 để tập trận cùng tàu sân bay Ticonderoga (CV-14), nó trở lại cảng Sasebo vào ngày 28 tháng 6, rồi lên đường vào ngày 6 tháng 7 để hoạt động trong biển nội địa Seto trong bốn tuần lễ tiếp theo, từng ghé qua Beppu và Kure. Nó đi đến căn cứ vịnh Subic vào ngày 29 tháng 7 để sửa chữa lườn tàu trong hai tuần, rồi tiếp tục đi đến Hong Kong trước khi lên đường đi Yokosuka vào ngày 26 tháng 8. Con tàu ở lại cảng hai ngày trước khi lên đường quay trở về nhà vào ngày 1 tháng 9. Trên đường đi gần Midway, nó tách khỏi hải đội để đi đến giúp đỡ một tàu chở hàng Hy Lạp có một thủy thủ bị thương, giúp đưa anh ta đến Midway để chữa trị. Hoạt động trợ giúp nhân đạo này đã khiến con tàu bị trễ lại 48 giờ so với các tàu đồng đội, nhưng cuối cùng nó cũng về đến Long Beach vào ngày 15 tháng 9.
Dennis J. Buckley ở lại vùng bờ Tây cho các hoạt động thường lệ. Từ ngày 20 tháng 10, 1961 cho đến tháng 2, 1962, nó lần lượt tham gia các cuộc tập trận "Covered Wagon", "Black Bear" và "Air Gun", xen với những lượt thực hành tác xạ, nghỉ ngơi và bảo trì tại Long Beach, cùng một chuyến đi đến San Francisco. Gần trọn tháng 3 được nó dành cho việc sửa chữa một turbine hơi nước gặp trục trặc, rồi chạy thử máy sau sửa chữa từ ngày 23 tháng 3 rồi tiếp tục các hoạt động huấn luyện và tập trận cho đến ngày 29 tháng 4. Nó cặp bên mạn tàu tiếp liệu khu trục Frontier (AD-25) trong hai tuần để được tiếp liệu và bảo trì trước khi dành ra một tuần lễ huấn luyện chống tàu ngầm ngoài biển. Từ ngày 14 đến ngày 25 tháng 5, con tàu tham gia cuộc Tập trận "Pork Barrel", và sau đó nó được bảo trì cùng những chuẩn bị sau cùng trước một chuyến đi dài ngày ra nước ngoài.
Dennis J. Buckley khởi hành vào ngày 7 tháng 6 cho lượt bố trí tiếp theo tại khu vực Tây Thái Bình Dương, đi đến Trân Châu Cảng vào ngày 15 tháng 6 và ở lại cảng này cho đến ngày 25 tháng 6. Trên đường đi sang Nhật Bản cùng với Oriskany (CV-34), nó đã phục vụ canh phòng máy bay cho chiếc tàu sân bay; và sau khi đi đến Iwakuni vào ngày 9 tháng 7, nó ở lại cảng trong bốn ngày. Con tàu tham gia tập trận trước khi đi đến Yokosuka, nơi nó được bảo trì từ ngày 23 tháng 7 đến ngày 5 tháng 8, rồi lên đường đi Philippines, nơi nó hỗ trợ hải pháo và phục vụ cho cuộc tập trận đổ bộ của Sư đoàn 3 thủy quân Lục chiến ngoài khơi bờ biển vịnh Subic.
Dennis J. Buckley lại phục vụ canh phòng máy bay cho tàu sân bay Oriskany trong hành trình đi Sasebo, rồi ở lại cảng này từ ngày 27 tháng 8 đến ngày 5 tháng 9. Từ ngày 6 tháng 9, nó cùng các tàu khu trục Ernest G. Small (DD-838) và Turner Joy (DD-951) tập trận phối hợp cùng tàu sân bay Bon Homme Richard (CV-31) trong nhiều loại hoạt động khác nhau trước khi quay trở lại Beppu vào ngày 17 tháng 9. Lên đường vào ngày 20 tháng 9 để đi Hong Kong, nó thực hành tác xạ và chống tàu ngầm trên đường đi, rồi rời Hong Kong vào ngày 9 tháng 10 để quay trở lại Yokosuka, nơi con tàu được bảo trì.
Quay trở về Hoa Kỳ vào đầu năm 1963, Dennis J. Buckley tiến hành những hoạt động thường lệ, thực tập cùng tàu sân bay Coral Sea (CV-43) trong tháng 1 và phục vụ như tàu huấn luyện chống ngầm trong tháng 2. Nó vượt qua đợt thanh tra và đánh giá tại San Francisco vào ngày 19 tháng 3, và trong ba tháng tiếp theo đã tiếp tục hoạt động huấn luyện, phục vụ canh phòng máy bay cho các tàu sân bay Kitty Hawk (CV-63) và Bennington (CV-20), cũng như đảm nhiệm vai trò tàu huấn luyện tác xạ và mục tiêu thực hành cho tàu ngầm. Nó được bảo trì cặp bên tàu tiếp liệu khu trục Frontier (AD-25) trong tháng 7, và sang tháng 8 đã hộ tống cho tàu sân bay Oriskany (CV-34) đi Trân Châu Cảng. Sau khi phục vụ canh phòng máy bay cho chiếc tàu sân bay tại vùng biển Hawaii, nó tách khỏi Oriskany vào ngày 12 tháng 8 để quay trở về Long Beach, về đến nơi năm ngày sau đó. Chiếc tàu khu trục tiếp nối những hoạt động thường lệ tại chỗ cho đến cuối năm đó, bao gồm huấn luyện, bảo trì, thực hành và tập trận, kể cả phục vụ canh phòng máy bay cho tàu sân bay Midway (CV-41).
Vào ngày 6 tháng 1, 1964, Dennis J. Buckley khởi hành từ Long Beach để đi Bangor, Washington, nơi nó chất dỡ đạn dược khỏi tàu. Nó tiếp tục đi đến Bremerton, Washington vào ngày 10 tháng 1, bắt đầu công việc đại tu và nâng cấp trong khuôn khổ Chương trình Hồi sinh và Hiện đại hóa Hạm đội (FRAM: Fleet Rehabilitation and Modernization) kéo dài chín tháng. Nó được xếp lại lớp và quay lại ký hiệu lườn cũ DD-808 vào ngày 1 tháng 4, và bắt đầu chạy thử máy sau đại tu vào tháng 9. Nó rời Xưởng hải quân Puget Sound vào ngày 12 tháng 11 để đi đến Bangor, Washington chất tải đạn dược; nó cân chỉnh các thiết bị sonar và âm thanh trên đường đi, và đi đến cảng nhà mới San Diego vào ngày 21 tháng 11, được phân về Hải đội Khu trục 1 trực thuộc Chi hạm đội Tuần dương-Khu trục 9.

### 1965 - 1971

#### 1965
Dennis J. Buckley trải qua tháng 1, 1965 hoàn tất việc huấn luyện chuẩn nhận vũ khí tên lửa chống ngầm RUR-5 ASROC, rồi tiếp tục huấn luyện ôn tập trong tháng 2 và tháng 3. Nó bắt đầu chuẩn bị cho một đợt biệt phái hoạt động lâu dài ở nước ngoài từ ngày 12 tháng 4, rồi khởi hành từ San Diego vào ngày 27 tháng 4 để đi Trân Châu Cảng, chặng đầu tiên của hành trình đi đến vịnh Subic, Philippines. Đi đến nhiệm sở vào ngày 18 tháng 5, sang ngày 23 tháng 5, nó đón lên tàu Đại tá Hải quân S. Lothrop, tư lệnh Hải đội Khu trục 1 cùng ban tham mưu của ông, và trở thành soái hạm của đơn vị này.
Dennis J. Buckley lên đường để làm nhiệm vụ tại vùng biển ngoài khơi Nam Việt Nam. Nó trải qua phần lớn thời gian của tháng 6 làm nhiệm vụ canh phòng trong biển Đông, rồi dành ra một tuần phục vụ canh phòng máy bay cho tàu sân bay Bon Homme Richard (CVA-31). Nó quay trở lại khu vực cửa sông Sài Gòn, nơi vào ngày 2 tháng 7 con tàu lần đầu tiên làm nhiệm vụ bắn phá các mục tiêu của đối phương tại đặc khu Rừng Sác, lần đầu tiên sử dụng phương tiện trinh sát pháo binh trên không và nhiệm vụ hỗ trợ hải pháo. Thời gian còn lại của tháng 7 được nó dành để phục vụ cho Bon Homme Richard và bắn phá các mục tiêu khác dọc theo bờ biển Nam Việt Nam. Trong giai đoạn này nó đã tiêu phí 1.372 quả đạn pháo 5 inch xuống 68 mục tiêu dọc bờ biển. Chiếc tàu khu trục nghỉ ngơi tại Côn Đảo trong biển Đông vào ngày 29 tháng 7.
Dennis J. Buckley tiếp tục bắn phá các mục tiêu đối phương tại Tiền Giang và Vĩnh Bình (nay là tỉnh Trà Vinh) trong các ngày 6 và 7 tháng 8, nơi nó đã bắn 574 quả đạn pháo xuống 11 mục tiêu. Sau đó nó lên đường đi Yokosuka, Nhật Bản, đến nơi vào ngày 17 tháng 8, và ở lại cảng này trong hai tuần để bảo trì và tiếp liệu. Con tàu khởi hành vào ngày 31 tháng 8 để đi đến cảng Sasebo, Nhật Bản, đến nơi vào ngày 2 tháng 9. Nó lại lên đường đi sang Việt Nam vào ngày 7 tháng 9, nơi nó tiếp tục hoạt động bắn phá vào các ngày 14, 15, 18 và 19 tháng 9 tại Biên Hòa và Kiến Hòa (nay là Bến Tre), tiêu phí 597 quả đạn pháo 5 inch xuống 27 mục tiêu. Trong hai tuần lễ tiếp theo, chiếc tàu khu trục đảm nhiệm canh phòng máy bay cho Bon Homme Richard cho đến ngày 2 tháng 10, khi nó lên đường đi đến vịnh Subic, Philippines để tiếp liệu. Tuy nhiên thời gian ở lại cảng của nó chỉ được bốn giờ, khi nó được lệnh đi sang biển Đông làm nhiệm vụ đặc biệt cho đến ngày 9 tháng 10, khi con tàu được cho tách ra để đi đến Hong Kong.
Dennis J. Buckley ở lại cảng Hong Kong từ ngày 11 tháng 10 đến ngày 15 tháng 10, khi nó lên đường đi sang vịnh Subic, chặng đầu tiên trong hành trình quay trở về Hoa Kỳ. Sau khi được sửa chữa nó rời vịnh Subic vào ngày 21 tháng 10 để hướng đến Guam, được tiếp nhiên liệu tại đây vào ngày 25 tháng 10 và tiếp tục được tiếp thêm nhiên liệu tại Midway vào ngày 31 tháng 10. Con tàu ghé lại Trân Châu Cảng chỉ trong một ngày, từ ngày 3 đến ngày 4 tháng 11, trước khi tiếp tục hướng sang vùng bờ Tây, và cuối cùng về đến San Diego vào ngày 10 tháng 11. Nó ở lại cảng nhà cho đến ngày 10 tháng 12 để được nghỉ ngơi, bảo trì và tiếp liệu, rồi lên đường cho một đợt phục vụ canh phòng máy bay cùng tàu sân bay Kearsarge (CVS-33), kéo dài trong năm ngày. Nó quay trở về cảng vào ngày 15 tháng 12.

#### 1966
Dennis J. Buckley lại lên đường vào ngày 17 tháng 1, 1966 để phục vụ canh phòng máy bay cùng tàu sân bay Midway (CVA-41) tại vùng biển ngoài khơi San Francisco. Sau đó nó tham gia một đợt huấn luyện chuẩn nhận hoạt động hỗ trợ hải pháo tại vùng biển ngoài khơi đảo San Clemente, California từ ngày 16 tháng 2. Con tàu khởi hành từ San Diego vào ngày 16 tháng 5 cho một chuyến viếng thăm thiện chí đến Acapulco de Juárez, Mexico; rồi đến ngày 8 tháng 7 đã tham gia cuộc Tập trận Belaying Pin của hạm đội ngoài khơi San Diego.
Vào ngày 17 tháng 8, Dennis J. Buckley cùng các tàu khu trục Hull (DD-945) và Hanson (DD-832) thuộc Hải đội khu trục 1 khởi hành từ San Diego cho lượt biệt phái hoạt động tiếp theo cùng Đệ Thất hạm đội tại khu vực Tây Thái Bình Dương. Đi ngang qua Trân Châu Cảng, Midway, Guam và vịnh Subic, nó đi đến vùng biển Việt Nam, và từ ngày 13 tháng 9 bắt đầu hoạt động hỗ trợ hải pháo tại khu vực trách nhiệm của Quân đoàn IV ở Nam Việt Nam. Chiếc tàu khu trục đi đến vào ngày 5 tháng 11 để đảm nhiệm vai trò tàu căn cứ, rồi tiến hành hoạt động tuần tra eo biển Đài Loan từ ngày 30 tháng 11. Quay trở lại vùng biển Việt Nam từ ngày 19 tháng 12, nó lại đảm nhiệm vai trò hỗ trợ hải pháo tại khu vực trách nhiệm của Quân đoàn III ở Nam Việt Nam.

#### 1967
Hoàn thành lượt biệt phái kéo dài sáu tháng tại Viễn Đông, Dennis J. Buckley quay trở về cảng nhà San Diego vào ngày 11 tháng 2, 1967. Sau khi được nghỉ ngơi, bảo trì và tiếp liệu, vào ngày 4 tháng 5, nó tham gia đợt thử nghiệm vũ khí ASROC biểu diễn cho chính phủ Canada. Con tàu trải qua một đợt đại tu tại Xưởng hải quân Mare Island từ ngày 6 tháng 6 đến ngày 18 tháng 9, rồi tiến hành chạy thử máy và sau đó huấn luyện ôn tập từ ngày 1 tháng 10 đến ngày 1 tháng 12.

#### 1968
Dennis J. Buckley tham gia cuộc Tập trận Bead Stridger của hạm đội từ ngày 7 đến ngày 11 tháng 1, 1968; rồi được điều động sang vịnh Subic, khởi hành từ San Diego vào ngày 27 tháng 1 và đi đến nơi vào ngày 13 tháng 2. Nó tiến hành một đợt khảo sát quần đảo Hoàng Sa vào ngày 21 tháng 2, rồi cùng với tàu tuần dương tên lửa điều khiển Halsey (DLG-23) làm nhiệm vụ tìm kiếm và giải cứu (SAR) tại vùng biển ngoài khơi Bắc Việt Nam từ ngày 22 tháng 3 đến ngày 6 tháng 4. Trong giai đoạn từ ngày 1 đến ngày 11 tháng 6, nó chuyển đến vùng biển ngoài khơi Nam Việt Nam để làm nhiệm vụ tìm kiếm và giải cứu cùng với tàu tuần dương Jouett (DLG-29); và sau đó từ ngày 6 đến ngày 16 tháng 7 đã hoạt động hỗ trợ hải pháo tại vùng bờ biển Nam Việt Nam. Sau khi hoàn thành lượt biệt phái phục vụ tại Viễn Đông, nó lên đường để quay trở về nhà vào ngày 8 tháng 8, đi ngang qua Yokosuka, Nhật Bản trước khi về đến San Diego vào ngày 17 tháng 8. Từ tháng 10 đến tháng 12, nó thử nghiệm đánh giá kiểu nguyên mẫu sonar AN/SQS-23 do Phòng thí nghiệm Vật lý Ứng dụng Đại học Washington phát triển.

#### 1969
Dennis J. Buckley tham gia cuộc Tập trận Bell Jangl Strike EX 2-69 tại vùng bờ Tây từ ngày 13 đến ngày 20 tháng 3, 1969; rồi được bảo trì và tiến hành những hoạt động thường lệ tại chỗ từ cảng San Diego trước khi chuẩn bị cho lượt biệt phái hoạt động tiếp theo tại Viễn Đông. Nó lên đường vào ngày 2 tháng 8, gia nhập cùng Đệ Thất hạm đội vào ngày 21 tháng 8, rồi phục vụ hộ tống chống tàu ngầm và canh phòng máy bay cho tàu sân bay Hancock (CVA-19) tại Trạm Yankee từ ngày 29 tháng 8 đến ngày 24 tháng 9. Chiếc tàu khu trục được điều sang nhiệm vụ tìm kiếm và giải cứu (SAR), cũng như hộ tống hỗ trợ cho tàu làm nhiệm vụ PIRAZ (Positive Identification Radar Advisory Zone: Khu vực Nhận diện và Tư vấn Radar Chủ động) từ ngày 3 đến ngày 23 tháng 10. Nó đi đến Hong Kong để làm nhiệm vụ tàu căn cứ từ ngày 18 tháng 11 đến ngày 2 tháng 12, rồi quay trở lại Trạm Yankee tiếp tục phục vụ hộ tống chống tàu ngầm và canh phòng máy bay, nhưng lần này là cùng tàu sân bay Constellation (CVA-64), từ ngày 5 tháng 12, đến ngày 22 tháng 12.

#### 1970
Bước sang năm 1970, Dennis J. Buckley làm nhiệm vụ hỗ trợ hải pháo cho cuộc chiến trên bộ tại Nam Việt Nam từ ngày 4 đến ngày 22 tháng 1, rồi khởi hành vào ngày 31 tháng 1 cho hành trình quay trở về Hoa Kỳ. Về đến San Diego vào ngày 12 tháng 2, con tàu được nghỉ ngơi, bảo trì và tiến hành những hoạt động thường lệ dọc theo vùng bờ Tây, rồi được đại tu theo định kỳ tại Xưởng hải quân Hunters Point, San Francisco, California từ ngày 10 tháng 7 đến ngày 16 tháng 10. Hoàn tất công việc trong xưởng tàu, nó tiến hành chạy thử máy và hoạt động huấn luyện ôn tập tại khu vực San Diego từ ngày 16 tháng 11 đến ngày 18 tháng 12.

#### 1971
Sau khi được thanh tra và chuẩn bị, Dennis J. Buckley khởi hành từ San Diego vào ngày 5 tháng 2, 1971 cho lượt biệt phái hoạt động tiếp theo tại Viễn Đông. Nó có chặng dừng tại Trân Châu Cảng, nơi nó cùng các tàu khu trục Floyd B. Parks (DD-884) và Hanson (DD-832) gia nhập Hải đội Khu trục 1, rồi lên đường hướng đến vịnh Subic, có ghé qua Midway và Guam để tiếp nhiên liệu. Đi đến vùng biểnPhilippines vào ngày 27 tháng 2, nó độc lập lên đường hai ngày sau đó để đi sang vùng bờ biển Việt Nam làm nhiệm vụ hỗ trợ hải pháo, luân phiên với phục vụ hộ tống chống tàu ngầm và canh phòng máy bay cho tàu sân bay cũng như nhiệm vụ tìm kiếm và giải cứu (SAR) và hỗ trợ PIRAZ. Hoàn thành lượt phục vụ vào ngày 16 tháng 7, con tàu đảm trách vai trò soái hạm cho Hải đội Khu trục 1, rồi cùng với Hanson rời vịnh Subic cho hành trình quay trở về San Diego, California. Floyd B. Parks gia nhập cùng hải đội tại Guam, và trong chặng tiếp theo đi đến Trân Châu Cảng họ được một tàu chở dầu hạm đội tiếp nhiên liệu trên đường đi; cuối cùng nó về đến San Diego, California vào ngày 4 tháng 8.
Ở lại cảng nhà, Dennis J. Buckley được nghỉ ngơi, bảo trì và huấn luyện. Vào ngày 30 tháng 9, 1971, nó chuyển giao vai trò soái hạm Hải đội Khu trục 1 cho tàu khu trục Hull (DD-945) vừa quay về từ Viễn Đông. Đến ngày 12 tháng 10, nó rời San Diego để đi đến đảo San Clemente thực hành huấn luyện hỗ trợ hải pháo, và sang ngày 18 tháng 10 lại tiếp nối huấn luyện phòng không và tác xạ. Trên đường đi đến vịnh San Francisco, lúc 11 giờ 00 ngày 22 tháng 10, nó đã trợ giúp cho chiếc tàu chở hàng Đan Mạch Benny Skou bị lật nghiêng do mắc cạn và sắp đắm, cứu vớt được 14 người bao gồm hai phụ nữ. Sau năm ngày nghỉ ngơi tại San Francisco, nó tháp tùng Hancock và phục vụ canh phòng máy bay cho chiếc tàu sân bay từ ngày 27 tháng 10 đến ngày 4 tháng 11. Con  tàu được nghỉ ngơi cho đến ngày 29 tháng 11, khi nó phục vụ như một tàu huấn luyện chống tàu ngầm trong hai tuần, rồi trải qua hai giai đoạn từ ngày 29 tháng 11 đến ngày 2 tháng 12 và từ ngày 13 đến ngày 16 tháng 12 phục vụ cho việc chuẩn nhận chống tàu ngầm cho sĩ quan tàu khu trục và huấn luyện sĩ quan cấp thấp.

### 1972 - 1973

#### 1972
Rời cảng nhà San Diego vào ngày 10 tháng 1, 1972, Dennis J. Buckley hoạt động huấn luyện ôn tập, thực hành chống tàu ngầm và tiếp nhiên liệu trên đường đi cho đến ngày 14 tháng 1. Sau một tuần lễ được sửa chữa, nó lại lên đường vào ngày 24 tháng 1 để thực hành tác xạ tại khu vực hoạt động Nam California, và từ ngày 27 tháng 1 đã neo đậu cặp bên mạn tàu tiếp liệu khu trục Prairie (AD-15) để được bảo trì trong ba tuần. Nó lại lên đường vào ngày 6 tháng 3 để thực tập huấn luyện, bao gồm việc phục vụ canh phòng máy bay cho tàu sân bay Ticonderoga vào ngày 8 tháng 3, cho đến khi quay trở về cảng vào ngày 10 tháng 3. Đến ngày 7 tháng 4, thủy thủ đoàn được thông báo sẽ được phái sang Viễn Đông sớm hơn hai tháng so với kế hoạch, do việc phía Bắc Việt Nam mở đợt tổng tấn công các vị trí tại Nam Việt Nam. Chiếc tàu khu trục khởi hành vào ngày 10 tháng 4.
Cùng với các tàu khu trục John S. McCain (DDG-36) và Hanson (DD-832) tháp tùng, Dennis J. Buckley lần lượt ghé qua Trân Châu Cảng và Guam vào các ngày 15 và 23 tháng 4 tương ứng, trước khi đến Căn cứ vịnh Subic, Philippines, nơi con tàu được bảo trì và chuẩn bị lần sau cùng trước khi đi sang vùng chiến sự. Nó độc lập lên đường vào ngày 28 tháng 4, làm nhiệm vụ hỗ trợ hải pháo dọc bờ biển Việt Nam cho đến ngày 29 tháng 5, khi nó chuyển sang hộ tống bảo vệ cho tàu tuần dương Sterett (DLG-31), và sau đó là hai ngày hoạt động canh phòng máy bay cho tàu sân bay Kitty Hawk (CVA-63). Nó quay trở lại nhiệm vụ hỗ trợ hải pháo từ ngày 4 tháng 6, rồi lại phục vụ canh phòng máy bay cho tàu sân bay Coral Sea (CVA-43) trong các ngày 11 và 12 tháng 6.
Quay trở lại vịnh Subic, Philippines vào ngày 13 tháng 6, Dennis J. Buckley được bảo trì cặp bên mạn tàu tiếp liệu khu trục Piedmon (AD-17) trong một tuần lễ, giai đoạn mà thủy thủ đoàn được nghỉ phép sau hơn 40 ngày hoạt động liên tục tại vùng chiến sự. Công việc bảo trì hoàn tất vào ngày 20 tháng 6, khi chiếc tàu khu trục lên đường trở sang vùng biển Việt Nam. Nó hoạt động hỗ trợ hải pháo dọc bờ biển từ ngày 21 tháng 6 đến ngày 24 tháng 7, di chuyển chậm với tốc độ 4 kn (7,4 km/h) trong khi chỉ cách bờ vài dặm, và bắn pháo quấy phá, can thiệp hay hỗ trợ cho những hoạt động tác chiến trên bộ. Cuối cùng nó rời vùng chiến sự vào ngày 25 tháng 7 và đi đến Singapore vào ngày 28 tháng 7, nơi thủy thủ có dịp nghỉ ngơi trong một tuần.
Sau khi được sửa chữa tại Xưởng tàu Sembawang, Singapore, Dennis J. Buckley rời cảng vào ngày 5 tháng 8 để quay trở lại vùng chiến sự, lần này là tại bờ biển phía Tây Nam Việt Nam giáp với vịnh Thái Lan; nó đã hoạt động hỗ trợ hải pháo dọc bờ biển từ ngày 7 tháng 8 đến ngày 7 tháng 9. Con tàu tháp tùng tàu sân bay Midway (CVA-41) trong hành trình đi sang vịnh Subic, Philippines vào các ngày 10 và 11 tháng 9, nơi thủy thủ đoàn được nghỉ ngơi và con tàu được bảo trì cho đến ngày 20 tháng 9. Đợt phục vụ hỗ trợ hải pháo tiếp theo tương đối ngắn, chỉ kéo dài đến ngày 30 tháng 9, khi nó được điều đến vịnh Bắc Bộ cho một nhiệm vụ đặc biệt trong mười ngày. Chiếc tàu khu trục được nghỉ ngơi tại Hong Kong từ ngày 14 đến ngày 20 tháng 10, một kỳ nghỉ phép đặc biệt khi thủy thủ được gặp mặt người thân bay từ Hoa Kỳ đến trên chuyến bay thuê riêng trọn chuyến (charter flight).
Dennis J. Buckley đi đến vịnh Subic, Philippines để chất dỡ đạn dược và chuẩn bị cho hành trình dài; nó cùng các tàu khu trục Hull (DD-943) và Hanson (DD-832) rời vùng biển Philippines vào ngày 23 tháng 10 để hướng về nhà. Thời tiết xấu suốt trong chặng đường đi, và sau khi đến Guam vào ngày 26 tháng 10, lộ trình được thay đổi do một cơn bão tại khu vực lân cận, và hải đội sẽ bỏ qua Midway để đi thẳng đến khu vực quần đảo Hawaii. Đi đến Trân Châu Cảng vào ngày 3 tháng 11, hải đội lại tiếp tục hành trình ngay ngày hôm sau, và về đến San Diego vào ngày 10 tháng 11.

#### 1973
Neo đậu lại cảng San Diego, California trong những tháng đầu năm 1973, Dennis J. Buckley trải qua những lượt thanh tra cùng những hoạt động bảo trì tại cảng thường lệ. Kết quả những cuộc thanh tra cho thấy cấu trúc con tàu đã xuống cấp theo năm tháng, không còn phù hợp để tiếp tục phục vụ, và nó được đề nghị ngừng hoạt động. Quyết định được thông qua vào ngày 27 tháng 4, 1973, và trong suốt tháng 5 và tháng 6 mọi hàng tiếp liệu, đạn dược được chất dỡ khỏi tàu, những thiết bị có giá trị cũng được tháo dỡ để tái sử dụng trên những con tàu khác.
Dennis J. Buckley chính thức được cho xuất biên chế tại San Diego, California vào ngày 2 tháng 7, 1973, đồng thời cũng được rút tên khỏi danh sách Đăng bạ Hải quân. Con tàu được bán cho hãng Levin Metals Corp. vào ngày 29 tháng 4, 1974 để tháo dỡ với trị giá 314.699 Đô-la Mỹ. Con tàu được kéo đến Richmond, California vào ngày 27 tháng 5 và việc tháo dỡ được tiến hành từ ngày 3 tháng 7, 1974.